# Karta medycka

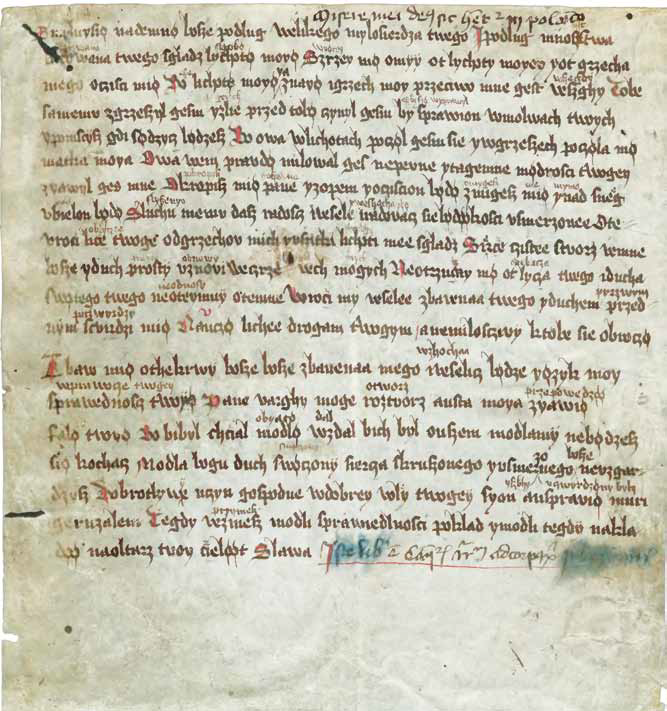
Karta medycka (ok. 1405)

Karta medycka (Karta Świdzińskiego) – pergaminowa pojedyncza karta z początku XV w., zawierająca odpis polskiego tłumaczenia Psalmu 50 w brzmieniu zbliżonym do Psałterza floriańskiego.

## Historia
Karta medycka jest zabytkiem literackim pochodzącym z początku XV w. W prawym dolnym rogu karty znajduje się informacja, że kopista wykonał pracę w Krakowie na Kazimierzu, zapewne w klasztorze kanoników regularnych, istniejącym od roku 1405.
Została odnaleziona w 1832 przez Konstantego Świdzińskiego. Początkowo przechowywana była w zbiorach Pawlikowskich w Medyce, później w Bibliotece Ossolineum we Lwowie, zaś obecnie znajduje się w Zakładzie Narodowym im. Ossolińskich we Wrocławiu.

## Opis
Psalm 50 nie jest częścią większego psałterza lecz został potraktowany jako osobna pieśń, przeznaczona do celów liturgicznych. Tekst został zapisany jednostronnie. Zarówno przed polskim tekstem jak i po nim znajdują się łacińskie zapiski. Powierzchnia karty nie została zapisana w całości lecz pozostawiono wolne miejsce. Te cechy wskazują, że był to psalm lub modlitwa przeznaczona również do śpiewania.
Tekst psalmu zawiera 32 interlinearne glosy z wariantami niektórych słów. 5 glos pochodzi od kopisty, a 27 od nieco późniejszego glosatora. Glosy wprowadzają inne leksemy lub konstrukcje od tych znajdujących się w tekście głównym.
Nie można wskazać konkretnego źródła z którego glosy pochodzą. Niektóre są wspólne zarówno dla tekstów polskich jak i tekstów czeskich. Pozwala to wysnuć wniosek o wpływie starszych niż polskie przekładów czeskich. Celami wstawiania glos mogło być udoskonalenie przekładu, uwspółcześnienie języka czy wprowadzenie zamian stylistycznych. Niektóre glosy zdają się wypełniać wszystkie te cele. Możliwe jest że zarówno kopista jak i glosator zapisał tekst z pamięci posługując się wersją którą znał ze słyszenia.